# Schakerloo

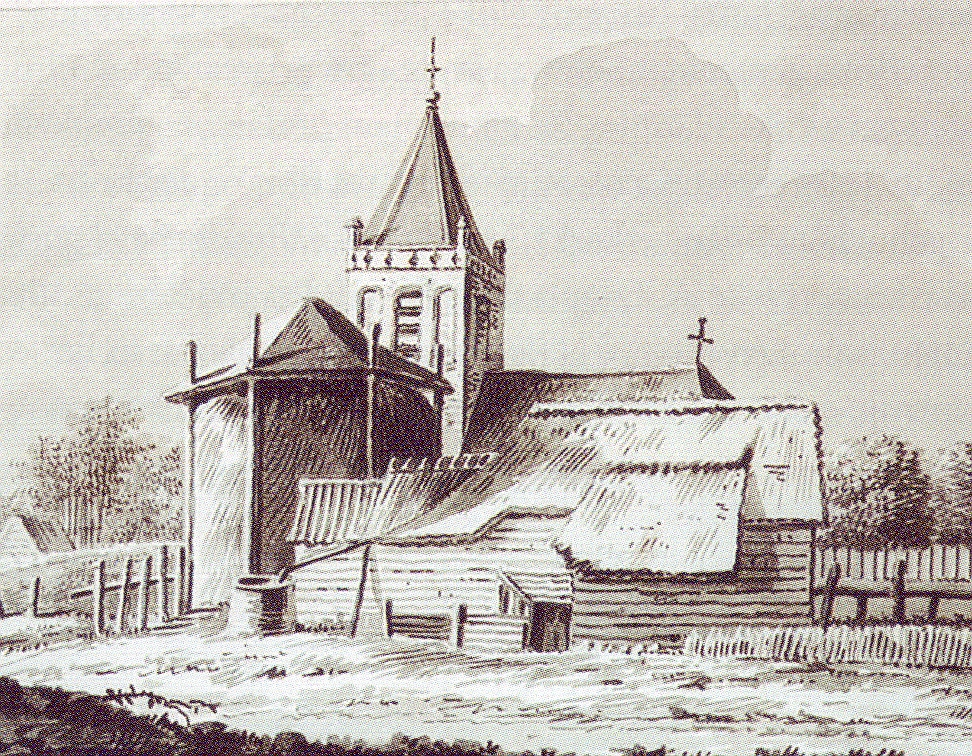
Kerk van Schakerloo

Schakerloo (Zeeuws: Schaekerloo) is een voormalige heerlijkheid, die zich bevond ten zuidwesten van de huidige stad Tholen in de Nederlandse provincie Zeeland.
Deze heerlijkheid bezat een kerk waarvan de oorsprong van voor 1261 moet dateren, aangezien er in dat jaar al sprake was van een parochie. Deze kerk was de moederkerk van Tholen. In 1404 ging de pastoor van Schakerloo over naar de kerk van Tholen.
Tijdens de troebelen rond de invoering van de reformatie op Tholen, wellicht in 1572, werd de kerk zwaar beschadigd. In 1589-1590 werd de kerk afgebroken. De stenen van de kerk werden gebruikt voor vestingwerken van de stad Tholen; de klokken werden omgesmolten voor de vervaardiging van het carillon van het stadhuis van Tholen. Mogelijk is de toren pas later, wellicht kort na 1632, afgebroken.
Wat bleef was de begraafplaats, die van oorsprong katholiek was en nu protestants werd, hoewel er ook wel katholieken werden begraven. In 1892 werd de, toen verwaarloosde, begraafplaats nog opgeknapt. Deze historische begraafplaats bleef dienst doen tot 2004. In dat jaar vond de laatste begraving plaats.
De buurtschap die zich in de buurt van de kerk had gevormd, staat tegenwoordig bekend als Oudeland.